# Barbie: Csillagok között
A Barbie: Csillagok között (eredeti cím: Barbie: Star Light Adventure) 2016-ban bemutatott amerikai 3D-s számítógépes animációs film, amelyet Andrew Tan és Michael Goguen rendezett. A zenéjét Toby Chu szerezte.  Az Arc Animation and Visual Effects és a Mattel Entertainment készítette. Az Universal Pictures forgalmazta.
Magyarországon 2016. november 10-én mutatták be a mozikban.

## Szereplők
| Szereplő           | Eredeti hang        | Magyar hang                        |
| ------------------ | ------------------- | ---------------------------------- |
| Barbie             | Erica Lindbeck      | Vágó Bernadett                     |
| Leo                | Robbie Daymond      | Markovics Tamás Szabó Máté (ének)  |
| Sal-Lee            | Kimberly Woods      | Szabó Luca Vágó Zsuzsi (ének)      |
| Sheena             | Sarah Anne Williams | Andrádi Zsanett Vágó Zsuzsi (ének) |
| Kareena            | Sarah Anne Williams | Andrádi Zsanett Vágó Zsuzsi (ének) |
| Sprites            | Sarah Anne Williams | TBA                                |
| Apa                | Michael Chandler    | Megyeri János                      |
| Constantine        | Dwight Schultz      | Kautzky Armand                     |
| Mesélő             | Laura Post          | Mahó Andrea                        |
| Pupcorn            | Lucien Dodge        | eredeti hang                       |
| Starlian           | Jonathan Lipow      | eredeti hang                       |
| Artemis            | Ben Bledsoe         | Czető Roland                       |
| Anya               | TBA                 | Nádasi Veronika                    |
| Robot rendőr       | TBA                 | Galambos Péter                     |
| Közleményfelolvasó | TBA                 | Viczián Ottó                       |
| Tündér             | TBA                 | Gyarmati Laura                     |
| Droidok            | TBA                 | Posta Victor Kassai Károly         |